# PLA2G2F
PLA2G2F (англ. Phospholipase A2 group IIF) – білок, який кодується однойменним геном, розташованим у людей на 1-й хромосомі. Довжина поліпептидного ланцюга білка становить 168 амінокислот, а молекулярна маса — 18 658.
| 10         |  | 20         |  | 30         |  | 40         |  | 50         |
| ---------- |  | ---------- |  | ---------- |  | ---------- |  | ---------- |
| MKKFFTVAIL |  | AGSVLSTAHG |  | SLLNLKAMVE |  | AVTGRSAILS |  | FVGYGCYCGL |
| GGRGQPKDEV |  | DWCCHAHDCC |  | YQELFDQGCH |  | PYVDHYDHTI |  | ENNTEIVCSD |
| LNKTECDKQT |  | CMCDKNMVLC |  | LMNQTYREEY |  | RGFLNVYCQG |  | PTPNCSIYEP |
| PPEEVTCSHQ |  | SPAPPAPP   |  |            |  |            |  |            |

A: Аланін

C: Цистеїн

D: Аспарагінова кислота

E: Глутамінова кислота

F: Фенілаланін

G: Гліцин

H: Гістидин

I: Ізолейцин

K: Лізин

L: Лейцин

M: Метіонін

N: Аспарагін

P: Пролін

Q: Глутамін

R: Аргінін

S: Серин

T: Треонін

V: Валін

W: Триптофан

Кодований геном білок за функцією належить до гідролаз. 
Задіяний у таких біологічних процесах, як метаболізм ліпідів, деградація ліпідів, альтернативний сплайсинг. 
Білок має сайт для зв'язування з іонами металів, іоном кальцію. 
Секретований назовні.